# Heydər Əliyev

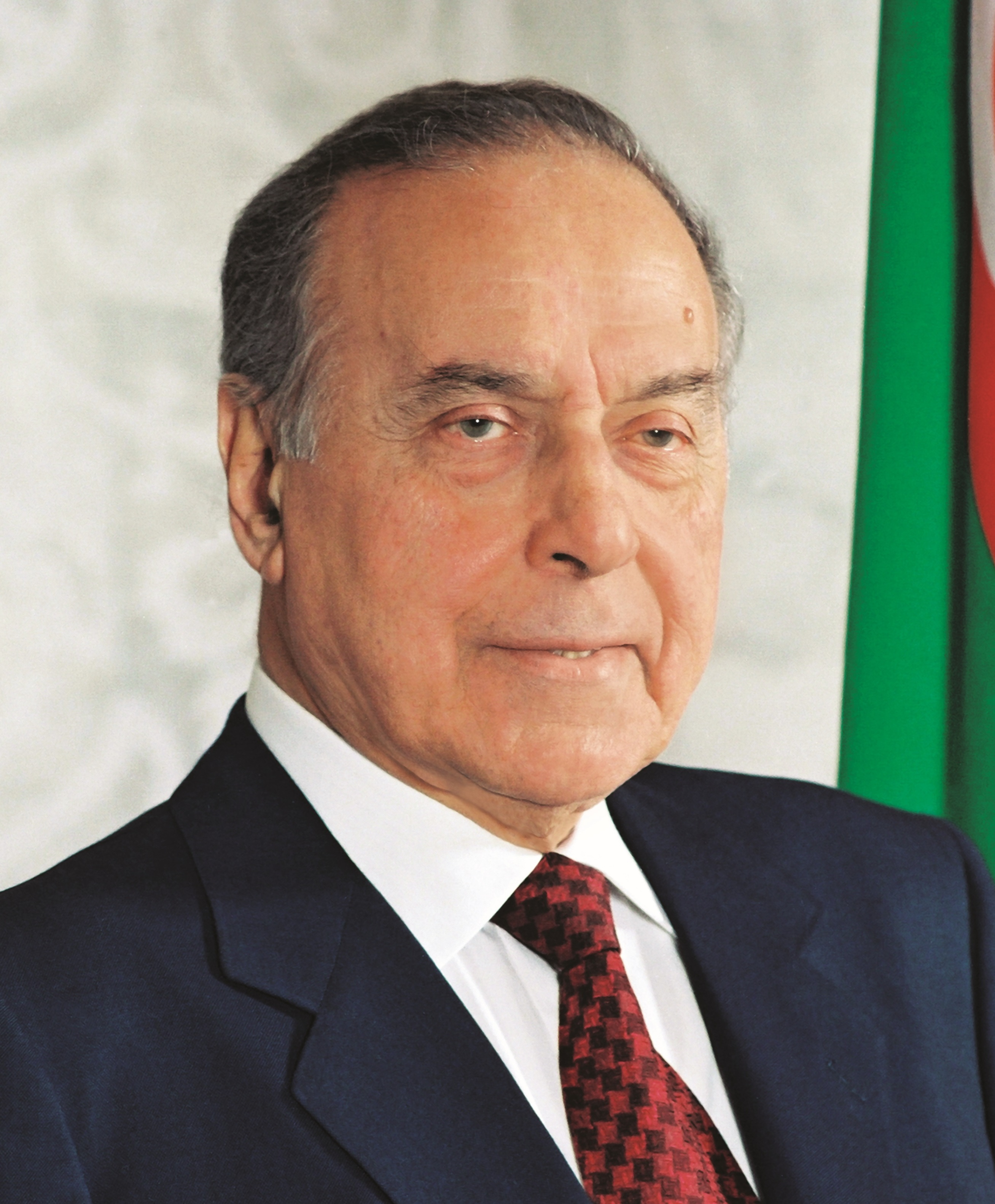
Heydər Əliyev

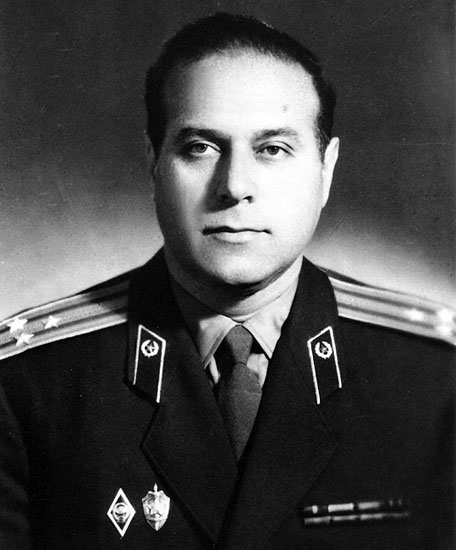
KGB-Oberst Heydər Əliyev

Heydər Əlirza oğlu Əliyev, deutsch Heidar Alijew, (* 10. Mai 1923 in Nachitschewan, Aserbaidschanische SSR, Sowjetunion; † 12. Dezember 2003 in Cleveland, Ohio, Vereinigte Staaten) war viele Jahre lang der wichtigste Politiker zunächst der Aserbaidschanischen Sowjetrepublik und dann der unabhängigen Republik Aserbaidschan. Von 1969 bis 1982 war er Erster Sekretär des Zentralkomitees der Kommunistischen Partei der Aserbaidschanischen SSR und von 1982 bis 1987 Mitglied des Politbüros der KPdSU und Erster Stellvertretender Ministerpräsident der Sowjetunion. Nach dem Zerfall der Sowjetunion war er von 1993 bis 2003 Präsident des unabhängigen Aserbaidschan. Bereits zu Lebzeiten wurde ein Personenkult um den „Nationalen Führer“ (Umümmilli lider) aufgebaut.

## Leben

### Aufstieg in Aserbaidschan
Angeblich stammt Əliyev aus einer Arbeiterfamilie. Das kann aber auch eine seinen Anhängern zugeschriebene Legendenbildung sein. Die Aussagen von Anhängern und Gegnern gehen so sehr auseinander, dass seine offizielle Biographie angezweifelt wird.
Nach Abschluss eines Studiums der Geschichte an der Staatlichen Universität von Aserbaidschan begann Əliyev 1941 seine Karriere in verschiedenen Ämtern der Autonomen Republik Nachitschewan. Ab 1944 arbeitete er für das NKWD, 1967 wurde er als erster Aserbaidschaner Chef des KGB in Aserbaidschan. Im Juli 1969 wurde er zum Ersten Sekretär des Zentralkomitees der KPdSU in Aserbaidschan gewählt. Im Jahr 1976 wurde er Kandidat des Politbüros des ZK der KPdSU.
Laut einer Analyse des US-Auslandsgeheimdienstes CIA von 1983 schenkte der Westen Əliyevs Aufstieg wenig Aufmerksamkeit aufgrund der damals geringen wirtschaftlichen und politischen Bedeutung Aserbaidschans.

### Im Zentrum der Macht der UdSSR
Im Dezember 1982 verließ er dieses Amt, um wichtige Ämter in der sowjetischen Regierung in Moskau zu übernehmen. Von Leonid Breschnew gefördert, stieg er 1982 auf in das höchste politische Gremium der UdSSR, er wurde Vollmitglied im Politbüro der Kommunistischen Partei der Sowjetunion (KPdSU) und zwar in der Zeit vom 22. November 1982 bis zum 21. Oktober 1987. Zugleich war er von 1982 bis 1987 Erster Stellvertretender Vorsitzender des Ministerrats, der Regierung der UdSSR, in den Kabinetten von Kossygin, Tichonow und Ryschkow. 1987 musste er Politbüro und Ministerrat verlassen, da er die Reformpolitik Michail Gorbatschows nicht unterstützte. 

„Alijew gehörte, wie schon gesagt, der Gruppe um Breschnew an – einer Gruppe, die tiefe Korruption, Vorliebe für jeden erdenklichen Luxus und überhaupt Sittenverderbnis auszeichneten. Sie trug diese Korruption provozierend offen, ohne die geringste Scham, zur Schau. Diese Appartementblocks, die im schönsten und repräsentativsten Teil [Bakus] stehen, können als Beispiel dafür gelten. Alijew verteilte die Wohnungen persönlich, nach einer von ihm selbst erstellten Liste – und überreichte auch selber die Schlüssel dazu. Das Kriterium der Verteilung war ganz einfach: Die besten Wohnungen bekamen die engsten Verwandten, dann folgten Cousins und höhergestellte Persönlichkeiten des Alijew-Klans. In diesen Breiten sind, wie vor tausend Jahren, nach wie vor Stammesbande am wichtigsten. Ich habe eines dieser Häuser von innen gesehen. Der Wohnungsbesitzer war im hiesigen Parlament beschäftigt, doch wichtig war nur, da[ss] er Alijews Cousin war. Dieser Mann, der offiziell nur Groschen verdiente, hatte an den Wänden ganze Batterien elektronischer Geräte stehen […]. Er thronte selbstzufrieden im Kreis seiner Familie. Von allen Seiten blinzelten ihm die elektronischen Geräte mit ihren bunten Augen zu.“

### Präsident von Aserbaidschan

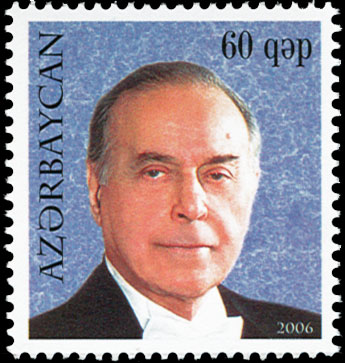
Briefmarke aus Aserbaidschan von 2006

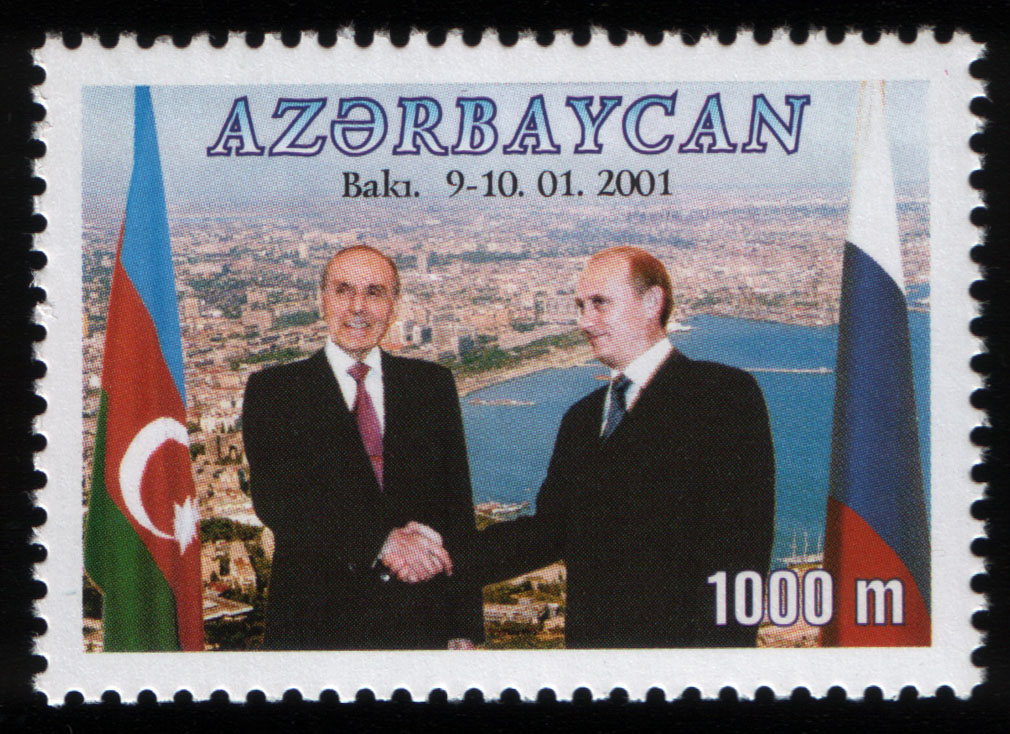
Briefmarke aus Aserbaidschan von 2001: Heydər Əliyev und Wladimir Putin

Nach der Unabhängigkeitserklärung Aserbaidschans wandte er sich von der kommunistischen Ideologie ab und trat am 19. Juli 1991 aus der KP aus. Die aserbaidschanische KP löste sich in der Folgezeit auf und benannte sich in Volksfront Neues Aserbaidschan (aserb. Yeni Azərbaycan) um; Əliyev wurde deren erster Vorsitzender. Von 1991 bis 1993 war er ausführender Vizepräsident des Obersten Rates Aserbaidschans. Am 3. Oktober 1993 wurde er zum Präsidenten von Aserbaidschan gewählt. Er hatte das Amt durch einen Staatsstreich bereits seit Juni inne, nachdem sein Vorgänger Əbülfəz Elçibəy geflohen war. Er verfolgte nun eine nationalistische Politik und akzeptierte etwa Russisch nicht mehr als zweite Amtssprache nach Aserbaidschanisch. Am 11. Oktober 1998 wurde er in einer umstrittenen Wahl wiedergewählt.
Im Jahr 1994 unterzeichnete ein internationales Konsortium, die Aserbaidschan International Operating Company (AIOC), den ersten Vertrag („Vertrag des Jahrhunderts“) über die aserbaidschanischen Erdöl- und Erdgasvorkommen. Die Əliyev-Regierung beabsichtigte, damit die Erdöl- und Erdgasreserven Aserbaidschans auszubeuten und zu exportieren und Investitionen aus dem Ausland anzuziehen.
Am 12. November 1995 wurde eine neue Verfassung Aserbaidschans angenommen und trat am 27. November 1995 in Kraft. Die Verabschiedung einer neuen Verfassung im Jahr 1995 und die Abschaffung der Todesstrafe im Jahr 1998 waren Schritte Əliyevs auf dem Weg zur Rechtsstaatlichkeit. Im Jahr 2002 unterzeichnete die Heydər Əliyev-Regierung die Europäische Menschenrechtskonvention. Bereits 1998 wurde das Verfassungsgericht geschaffen.
Während Anhänger von einer Blütezeit des aserbaidschanischen Staates unter Əliyev sprechen, meinen Kritiker, dass seine Regierung „dem Volk als schwerste Zeit im Gedächtnis bleiben wird“. Sie werfen ihm vor, eine Tribokratie – eine Herrschaft der Stämme – errichtet und für sich und seinen Klan gewaltige Reichtümer angehäuft zu haben, während der Großteil des Volkes in Armut lebt.
Außenpolitisch versuchte Əliyev die schwierige Gratwanderung einer guten Beziehung Aserbaidschans mit dem politisch isolierten Iran, dem NATO-Staat Türkei und den USA sowie der Beibehaltung der alten Beziehung zu Russland. Er strebte die Aufnahme des Landes in die Welthandelsorganisation an, was in der Bildung einer Arbeitsgruppe für Aserbaidschan am 16. Juli 1997 resultierte. Innenpolitisch baute er einen betont türkisch-aserbaidschanischen Nationalismus auf, indem Heydər Əliyev der ursprünglichen türkischen Sprache und Kultur des Landes gegenüber jüngeren russischen Kultureinflüssen den Vorrang gab (seinen eigenen Namen „retürkisierte“ er jedoch nicht).
Um seinem Klan die Macht zu sichern, machte Əliyev, als sich seine Gesundheit verschlechterte, seinen Sohn İlham Əliyev zum Ministerpräsidenten. In einer vorbereiteten Erklärung, die er im Oktober 2003 verlesen ließ, bezeichnete er ihn als „würdigen Nachfolger“ im Präsidentenamt, worauf aussichtsreiche Kandidaten der ihm nahestehenden Parteien ihre Kandidatur zurückzogen und İlham zum Präsidenten gewählt werden konnte. Am 12. Dezember 2003 starb Əliyev nach viermonatigem Aufenthalt in einer Herzklinik in Cleveland in den USA.

## Ehrungen, Auszeichnungen und Personenkult
Nach Əliyevs Tod wurden viele öffentliche Einrichtungen, darunter der Flughafen Baku, nach ihm benannt. Neben weiteren zahlreichen Ehrungen und Auszeichnungen trägt auch die Aserbaidschanische Offiziershochschule in Baku seinen Namen. Schon zu Lebzeiten war ihm der Titel „Nationaler Führer“ (Umümmilli lider) verliehen worden.
Westliche Journalisten stufen diese Ehrungen als eine Form des Personenkultes ein: Nach Lutz Kleveman ist sein Bildnis in jedem Büro überall im Land zu finden. Nach Thomas Goltz hat sich Əliyev im Stile des französischen Königs Ludwig XIV. zur Personifikation des Staates stilisiert.
1997 erhielt Əliyev den ukrainischen Orden des Fürsten Jaroslaw des Weisen 1. Klasse.